# Surco gingival

1. Diente 2. Esmalte dental 3. Dentina 4. Pulpa dental 5. pulpa coronal o cameral 6. pulpa radicular 7. Cemento 8. Corona
9. Cúspide
10. Surco
11. Cuello
12. Raíz
13. Furca
14. Ápice de la raíz
15. Foramen del ápice
16. Surco gingival
17. Periodonto
18. Encía:
19. libre o interdental
20. marginal
21. alveolar
22. Ligamento periodontal
23. Hueso alveolar
24. Irrigación e inervación:
25. dental
26. periodontal
27. a través del canal alveolar

El surco gingival es un espacio virtual poco profundo formado por la parte interna de la encía marginal y la superficie del diente (esmalte o cemento). Se inicia en el margen libre de la encía, epitelio crevicular. Y apicalmente termina en el epitelio de unión. 
Clínicamente solo es apreciable usando una sonda periodontal (pequeña regla milimetrada) que con una fuerza ligera no mayor de 20 g, puede introducirse para medir la profundidad del espacio entre diente y encía. En personas sanas el surco gingival es de 2 mm a 3mm . Surcos gingivales de 3 mm o más asociados a características inflamatorias, como sangrado, pueden ser considerados una alteración denominada bolsa periodontal. 
La exploración clínica de rutina en el examen bucal debe contemplar un sondeo periodontal. La evaluación dentro del surco gingival es denominada también evaluación subgingival.
- Datos: Q5563118